# Crowdlending
Crowdlending (aus englisch crowd (Menge an Personen) und lending (Ausleihe bzw. Kreditgewährung)) bezeichnet über das Internet vermittelte Kredite, die von mehreren bzw. vielen Privatpersonen an andere Privatpersonen oder an Unternehmen gegeben werden. Dabei steuern die einzelnen Privatpersonen jeweils selbst gewählte Geldbeträge bei, die zu einem Kredit zusammengefasst werden, der an den von ihnen ausgewählten Kreditnehmer herausgereicht wird. Als Mittler treten Online-Kreditmarktplätze auf, die für ihre Vermittlungstätigkeit eine Gebühr erhalten. Eine andere Bezeichnung ist Lending-based Crowdfunding.

## Merkmale
Das Crowdlending basiert primär auf dem Gedanken, Personen und Unternehmen die Aufnahme von Krediten zu ermöglichen, die keine oder nur geringe Chancen sehen, einen Bankkredit zu erhalten. Da die Bonität der Kreditnehmer beim Crowdlending oftmals geringer ist als bei denjenigen, die Bankkredite bekommen, erhält der Kreditgeber zumeist vergleichsweise hohe Zinsen.
Das Crowdlending lässt sich wie folgt unterteilen:
- Peer-to-Peer-Lending (auch: Person-to-Person-Lending oder Peer-to-Peer-Kredit, oft abgekürzt als P2P-Lending).[1] Sowohl bei den Kreditgebern als auch bei den jeweiligen Kreditnehmern handelt es sich um Privatpersonen.

- Peer-to-Business-Lending (Peer-to-Business-Kredit, oft abgekürzt als P2B-Lending): Während die Kreditgeber – wie beim Peer-to-Peer-Lending – Privatpersonen sind, handelt sich bei den Kreditnehmern um Unternehmer bzw. um Unternehmen.

Die Begriffe Peer-to-Peer-Lending und Peer-to-Business-Lending setzen – anders als das Crowdlending – allerdings nicht voraus, dass es sich um eine größere Anzahl an Kreditgebern handelt. Beim Peer-to-Peer-Lending bzw. bei Peer-to-Peer-Krediten kann es sich auch um eine 1:1-Beziehung zwischen Kreditgeber und -nehmer handeln. D.h.: Es ist auch möglich, dass ein einziger Kreditgeber den gesamten Betrag finanziert, der an den Kreditnehmer herausgegeben wird. Beim Crowdlending müssen definitionsgemäß mehrere bzw. viele Kreditgeber, die Crowd, daran beteiligt sein, die finanziellen Mittel für die Bereitstellung eines Kredites aufzubringen.
Unterschieden wird des Weiteren, ob das Crowdlending anhand verzinslicher oder unverzinslicher Kredite erfolgt, wobei die Hingabe unverzinster Kredite auch als Social Lending bezeichnet wird. Beim Social Lending steht der Gedanke des Helfens im Mittelpunkt. Der Kreditgeber hat dabei zwar einen Rückzahlungsanspruch, erhält jedoch keine Verzinsung seines Einsatzes.

## Marktentwicklung
Die weltweit erste Crowdlending-Plattform, Zopa aus Großbritannien, begann im Jahr 2005 damit, Peer-to-Peer-Kredite über das Internet zu vermitteln. Das Volumen der anhand eines Crowdlendings vermittelten Kredite belief sich in 2012 weltweit auf rd. 1,5 Mrd. Euro. Die mit Abstand größten Crowdlending-Marktplätze sind Lending Club und Prosper, beide stammen aus den USA. Als Social-Lending-Plattform hat Kiva die größte Bedeutung.
Gemäß einer Forbes-Liste waren 2013 die 10 größten Peer-to-Peer-Lending-Plattformen in Europa:
1. Zopa (Großbritannien),
2. Ratesetter (Großbritannien),
3. Funding Circle (Großbritannien),
4. Auxmoney (Deutschland),
5. isePankur (Estland),
6. Pret d’Union (Frankreich),
7. ThinCats (Großbritannien),
8. Smartika (Italien),
9. Comunitae (Spanien)
10. Funding Knight (Großbritannien).

Der Crowdlending-Markt in Deutschland entwickelte sich langsamer als die entsprechende Märkt in den USA und Großbritannien. In Deutschland trat eLolly im Jahr 2007 als erster Anbieter auf, hat das Geschäft jedoch inzwischen eingestellt. Zwei größere Crowdlending-Plattformen sind auxmoney und smava, die fast zeitgleich mit eLolly 2007 ihre Aktivitäten in der Kreditvermittlung aufnahmen, allerdings auch in weniger erfolgreichen Phasen Anpassungs- und Durchhaltevermögen bewiesen. Im Dezember 2013 stieg mit Lendico der mittlerweile dritte Wettbewerber in den deutschen Markt ein, 2014 folgte Zencap (2015 von Funding Circle übernommen) und 2015 Crosslend sowie Invesdor (ehemals kapilendo).
In der Schweiz entwickelt sich das Crowdlending erst langsam. Pionierin war die BLKB gefolgt von neuen Initiativen wie LEND.

## Kritik
Die Stiftung Warentest warnte wiederholt vor Gefahren bei der Geldanlage über Online-Kreditmarktplätze. Dazu zählen das Risiko des Totalverlusts, die nachrangige Sicherung der Darlehen, eine verspätete Information durch die Gläubiger über ihre Geschäftszahlen und gelockerte gesetzliche Regelungen bei der Prospekterstellung.